# ふわふわ (エレファントカシマシの曲)
「ふわふわ」は、エレファントカシマシの2枚目のシングル。

## 解説
1988年7月21日にEPIC/SONY RECORDSよりリリースされた。規格品番は10・8H-3037。廃盤。
1stシングル「デーデ」はEP盤のみ発売のため、本作が初のCDシングル。C/W曲「夢の中で」は1stアルバム『THE ELEPHANT KASHIMASHI』からシングルカット。
本作は、結果的にオリジナル・アルバムへの収録が見送られたため「デーデ」のカップリング曲「ポリスター」とともに希少音源となっていたが、2002年に生産限定販売されたベスト・アルバム『エレファントカシマシ SINGLES1988-2001』、2009年発売の『エレカシ 自選作品集 EPIC 創世記』に収録された。

## 収録曲
全編曲：エレファントカシマシ
1. ふわふわ - 3:30
  - 作詞・作曲：宮本浩次
2. 夢の中で - 4:15
  - 作詞：石森敏行・宮本浩次　作曲：石森敏行